# Dacia Jogger
El Dacia Jogger es un automóvil producido y comercializado conjuntamente por el fabricante francés Renault y su filial rumana Dacia. Su placa de identificación se reveló en agosto de 2021 como sucesora de Logan MCV y Lodgy en el segmento de mercado de MPV compactos. Basado en el Logan de tercera generación, se ofrecerá con cinco y siete asientos.
En 2023, se ofrecerá una versión híbrida, lo que lo convierte en el primer vehículo de la marca Dacia en contar con una transmisión híbrida.. Si bien el automóvil tiene algunos adornos de diseño "crossover", no está diseñado para usarse como un SUV.

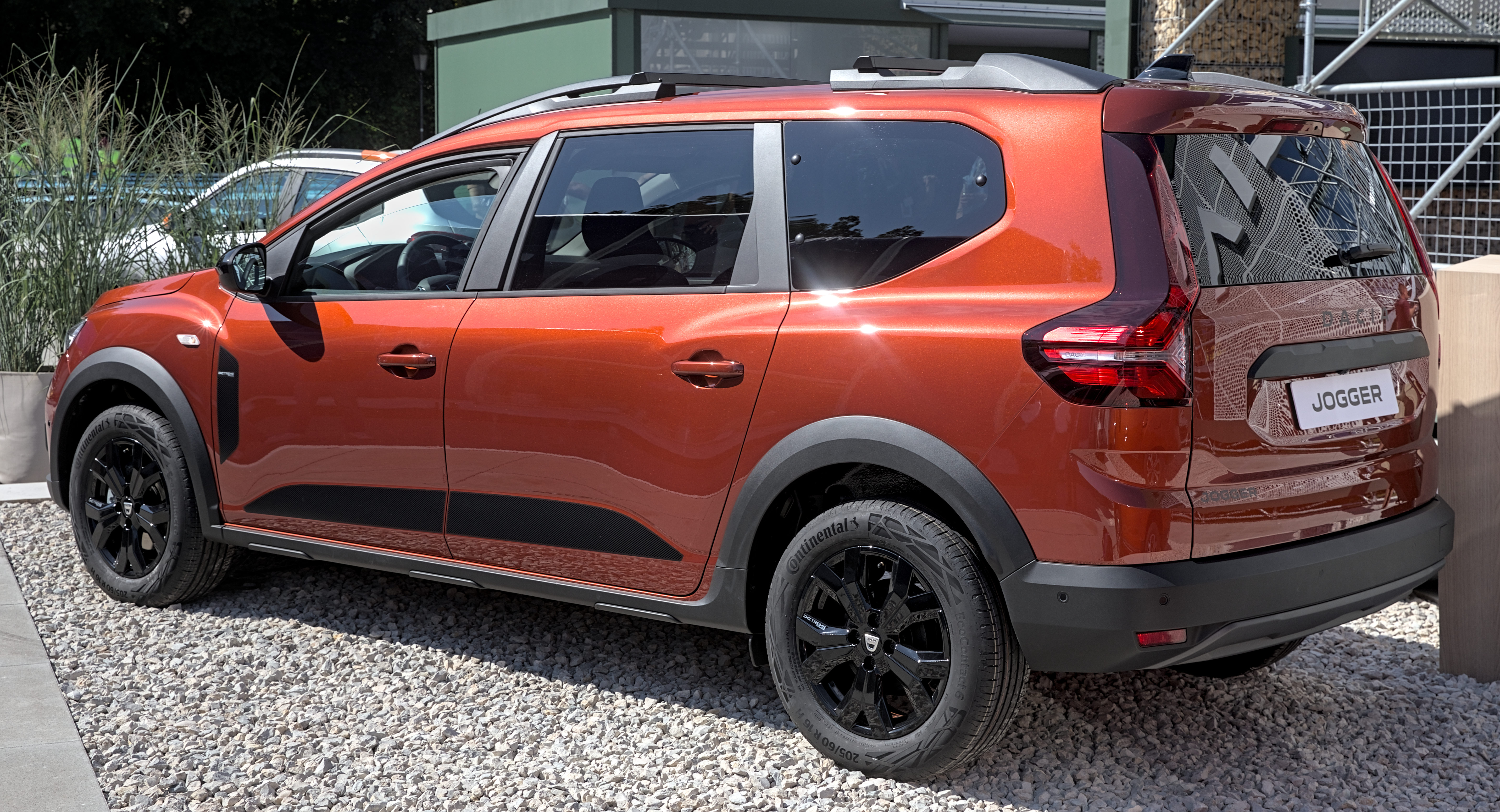
Vista trasera
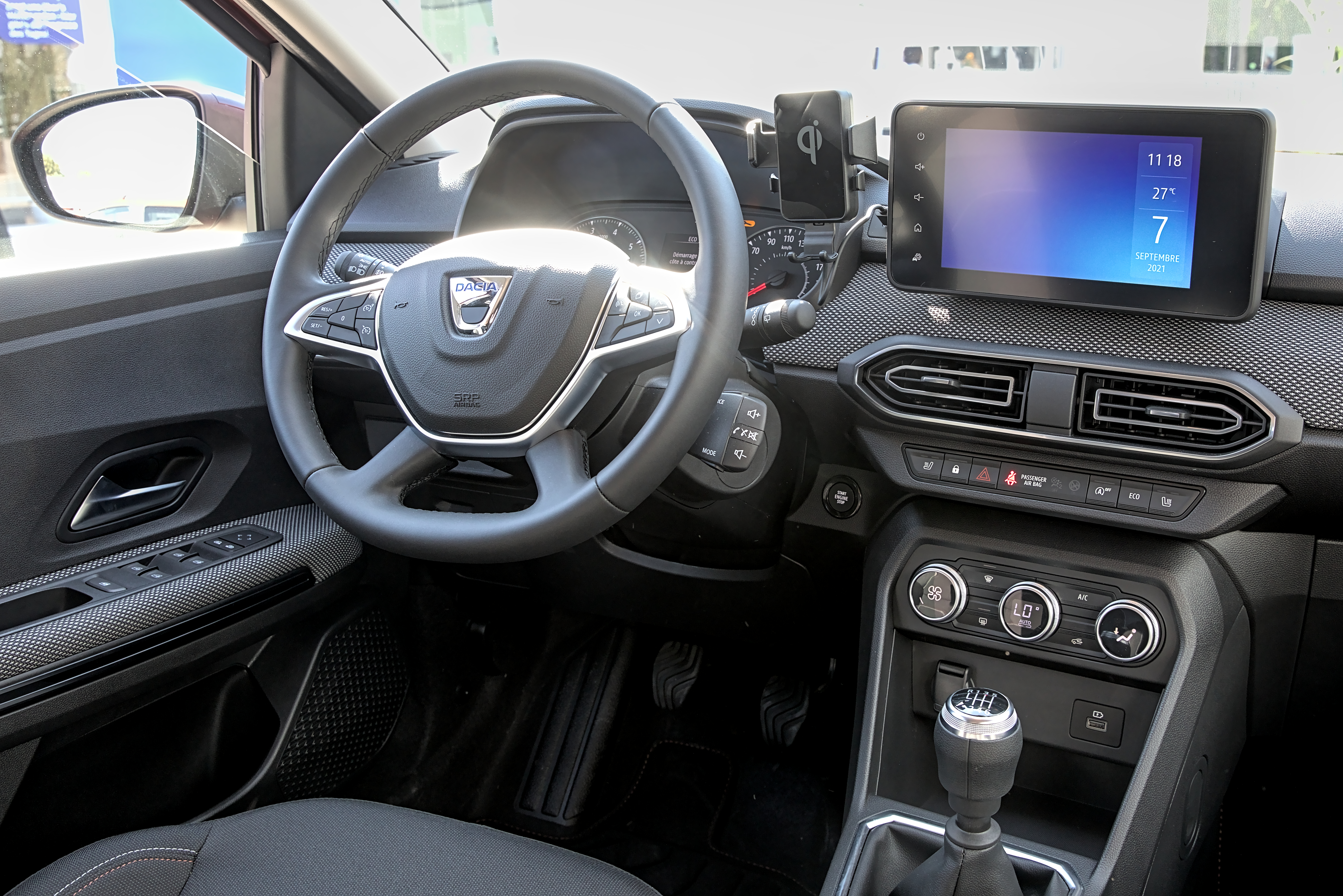
Interior

## Rediseño
En junio de 2022, menos de un año después de su lanzamiento comercial, el Jogger recibe, como toda la gama Dacia, un ligero restyling que revela el nuevo logo de la marca. También la parrilla es completamente nueva, el volante ligeramente modificado y todas las insignias reemplazadas. Se han revisado los niveles de la gama y se lanza un nuevo color Lichen Kaki.

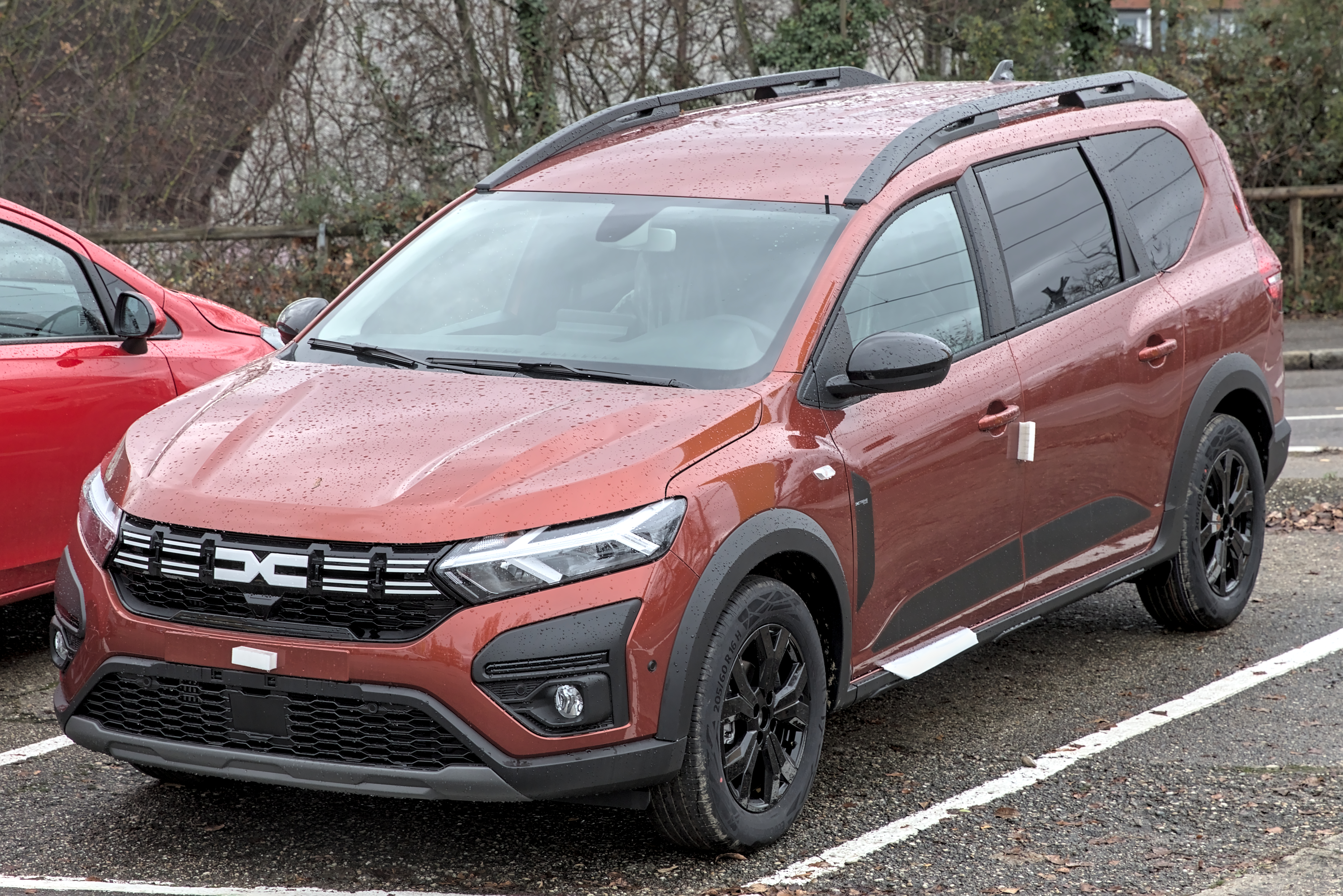
Dacia Jogger de 2022
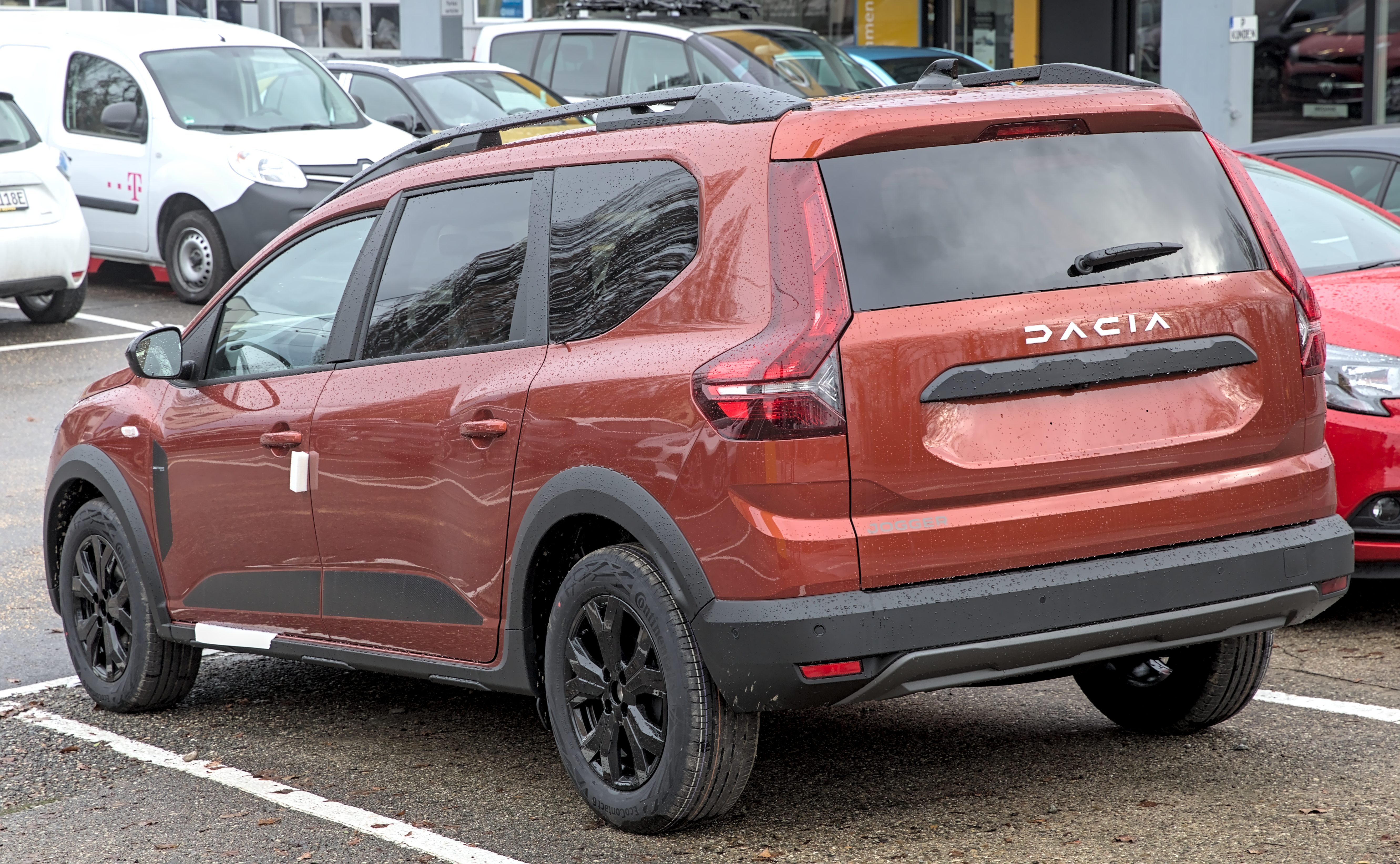
Vista trasera